# Brief des Wermai

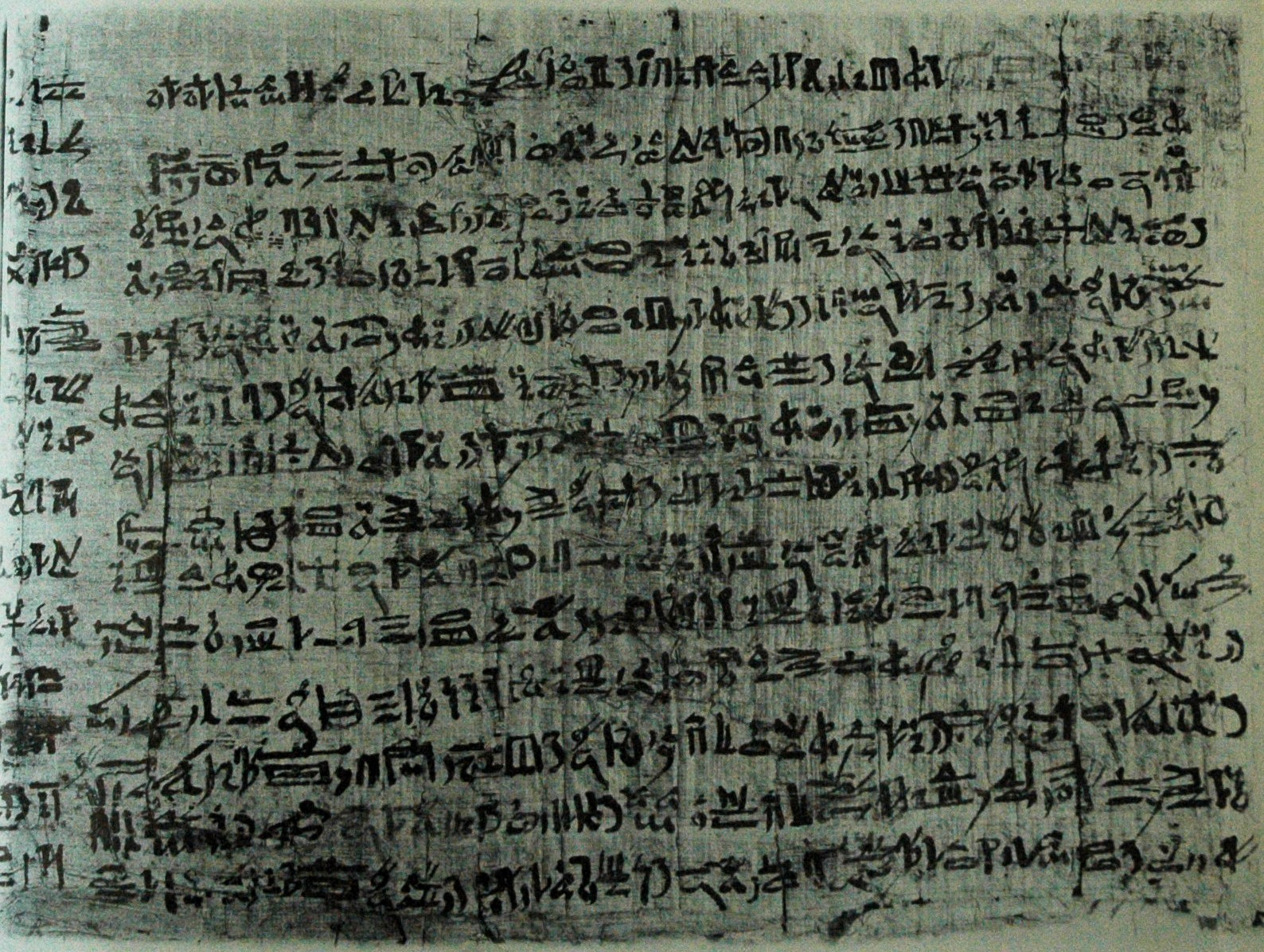
Beginn des Papyrus Moskau 127 mit dem Brief des Wermai

Der Brief des Wermai (auch Moskauer literarischer Brief, Odyssee des Wermai oder Tale of Woe) ist ein im Original titelloses Werk der altägyptischen Literatur. Der Text ist in hieratischer Schrift und neuägyptischer Sprache geschrieben und lediglich im Papyrus Moskau 127 überliefert, den Wladimir Semjonowitsch Golenischtschew 1891 im Antiquitätenhandel erwarb und der offenbar in der Nähe vom Ort el-Hibe gefunden worden war. Aufgrund der Paläografie wird die Handschrift in die frühe Dritte Zwischenzeit datiert, der Text weist aber auch sprachliche Merkmale der Ramessidenzeit auf. Der Text bereitet der Forschung immer noch große Schwierigkeiten. Insbesondere die Schreibung von Wörtern und die Grammatik lassen noch viele Fragen offen.
Die Erzählung ist in der äußeren Form eines Briefs gehalten und berichtet von einem ehemals hochrangigen Tempelbeamten, der schuldlos seines Amtes und seiner Sachen beraubt wird und nun völlig mittellos in Ägypten umherwandert, bis er in einer Oase sesshaft wird. Auch hier führt er ein klägliches Leben und leidet unter einem willkürlichen und brutalen Oasenpotentaten.

## Fundumstände

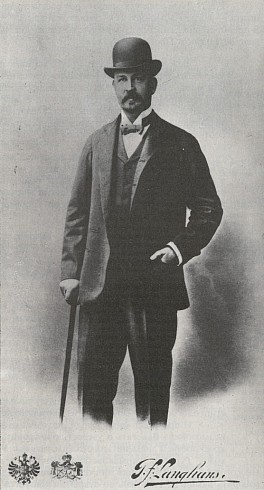
Wladimir Golenischtschew, der den Papyrus Moskau 127 erworben hat

Der russische Ägyptologe Wladimir Semjonowitsch Golenischtschew erwarb den Papyrus mit dem Brief des Wermai 1891 im Antiquitätenhandel von Kairo. Seinen Angaben nach hatten Fellachen ihn kurz zuvor zusammen mit anderen Papyrusfragmenten in einem irdenen Gefäß in der Nähe des Ortes El-Hibe gefunden. Bei den weiteren Funden, die Golenischtschew ebenfalls erwarb, handelt es sich um Papyrus Moskau 120 mit dem Reisebericht des Wenamun und Papyrus Moskau 169 mit dem sogenannten Onomastikon des Amenope. Die gesamte Sammlung Golenischtschews ging später in den Besitz des Puschkin-Museum über, wo der Brief des Wermai unter der Inventarnummer 127 (als Papyrus Moskau 127 oder auch Papyrus Puschkin 127) entrollt unter Glas ausgestellt wird.

## Papyrus
Der Text mit der Erzählung des Wermai befindet sich auf dem Rekto einer 120,8 cm langen und 22 cm hohen Papyrusrolle, die aus sechs zusammengefügten Blättern von etwa 18,9 cm Breite besteht. Das Verso enthält nur drei Zeilen fragmentarischer Text. Am linken Ende des Papyrus wurde ein 21,8 × 10,8 cm großes Stück herausgetrennt, vermutlich schon in antiker Zeit für eine sekundäre Nutzung. Der Text selbst ist davon nicht betroffen. Obwohl sich der ungleichmäßig blass-braune Papyrus nicht in allerbestem Zustand befindet, ist der Text vollständig erhalten. Abgesehen von den Rubra im einleitenden Grußformular ist der Text in schwarzer Tinte geschrieben und verteilt sich auf fünf Seiten über den Papyrus.

## Datierung
Nach Ricardo Caminos datiert die Schrift auf Grund der Paläografie nach der Ramessidenzeit. Für ihn ist es das Werk eines „second rate scriba librarius“ (zweitrangiger Abschreiber), der grob geschätzt um 1000 v. Chr. zur Zeit der 21. Dynastie lebte, wenn auch vom paläografischen Standpunkt die 22. Dynastie nicht ausgeschlossen werden kann. Es gibt große Ähnlichkeiten zu den anderen beiden Papyri, Papyrus Moskau 120 und Papyrus Moskau 169, die sich im gleichen Gefäß befanden. Zwar stammen die drei Papyri ziemlich sicher nicht vom gleichen Schreiber, sind aber vermutlich das Produkt derselben Schreibschule oder Schreiberamts und datieren in etwa in die gleiche Zeit.
Auch Joachim Quack kommt zum Schluss: Demnach kann man den Text provisorisch als ein noch vom literarischen Sprachgebrauch der Ramessidenzeit beeinflusstes Werk der frühen Dritten Zwischenzeit ansehen. Die sprachgeschichtliche Einordnung bereitet der Forschung allerdings noch Schwierigkeiten und eingehendere Untersuchungen sind abzuwarten. Grammatikalische Kriterien sprechen für eine Datierung in die 20. Dynastie, der Text weist allerdings auch Formen auf, die einer deutlich älteren Sprachstufe angehören.

## Inhalt
Zu Beginn vermerkt ein Kopist, dass die Abschrift eines Briefes vorliegt, den der Gottesvater des Tempels in Heliopolis, Wermai, Sohn des Huy, an seinen Freund, den königlichen Residenzschreiber Usimaaranacht, Sohn des Ramose, schickte.
Der Absender leitet den Brief mit einem für diese Zeit typischen Briefformular, bestehend aus ausschweifenden Grüßen und Segenswünschen, ein: Er wünscht dem Empfänger ein hohes Lebensalter, einen guten Ruf, viel Gesundheit, Lebensfreude und dass er auch nach dem Tod wohl versorgt sein werde.
Wermai, der Protagonist der Erzählung, hat als hochrangiger Priester am Tempel von Heliopolis gelebt. Obwohl er nichts Widerrechtliches getan hat, ist er aus seinem Amt getrieben, seiner Sachen beraubt und aus der Stadt verjagt worden. Als Täter nennt er sogenannte „Erzfeinde“, die noch weit andere Gräueltaten verübten.

„Sie mißhandelten mich, ebenso erschlugen sie wildfremde Frauen und verstreuten deren Kinder in alle Winde.
Einige davon behielten sie in Gefangenschaft, andere wurden als Beute weggeschafft; wie Sachen wurden sie vor meinen Augen aufgeladen, mein eigener Diener vorweg.“

Es folgt eine Odyssee durch Ägypten. Wermai streicht arm und einsam durch das Land und wird von den Mitmenschen nicht zur Kenntnis genommen oder sogar verachtet. Auch alte Bekannte wenden sich von ihm ab. Er fühlt sich als Fremder im eigenen Land.

„Ständig hielt ich mich in mir fremden Städten auf und in Ortschaften, die ich nicht kannte: Ein Fremdling. Meine Freunde aus alten Tagen gab es nicht mehr, Gesellschaft mußte von neuem gefunden werden. Diese Leute waren eine Weile bei mir, dann wandten sie sich von mir ab, wegen dessen, was ich war, und
ignorierten meine Bedürftigkeit.“

Zwischendurch spricht Wermai immer wieder von einer namenlosen Retterfigur, die zu Hilfe kommen wird, wenn sie von den Strapazen und Widerwärtigkeiten Notiz nimmt, die ihm widerfahren sind.

„Ihn hält man heraus aus Zetern und Aufruhr. Ihm geht es gut, sein einstiger Zustand ist Vergangenheit, und gut erging es auch mir unter seiner Verantwortung. Er wird auf der Stelle kommen, wenn ihm die Schilderung meiner Irrungen hinterbracht wird. Schicke ihm aus deinem Büro einen Boten mit der Kopie
meines Briefes. Die Menschen werden ihn mit Freude sehen, wenn er zu mir kommt in meiner Bedürftigkeit. Bittsteller, um derentwillen er sich aufmachte,
wissen darum.“

Auf seiner Wanderung erreicht Wermai die Große Oase (vermutlich Charga oder Dachla), wo er sesshaft wird. Er erhält hier eine kleine Parzelle, mit deren Erträgen er ein klägliches Leben führt. Der Ort wird von einem gewissenlosen Oasenpotentaten und seinen skrupellosen Schergen beherrscht.

„Glaub mir, ich leide! Seit einem Monat wird mir Getreide vorenthalten, ich und alle andern hier hungern. Ich weiß gar nicht mehr, wie Getreide aussieht,
und sie erst recht nicht. Es gibt keins! Das Auskommen der Leute, unter denen ich mich befinde, ist bescheiden: Die Wasser sind versiegt, ihr Land ist
ausgedörrt. Für sie gibt es kein Entkommen aus dem Elend: Ein Bittsteller wird gar nicht erst vor seinen Herrn gelassen. Bei aufkommendem Protest bringt ihm
die Bande nur schmeichelnden Spott entgegen. Während ihre eigenen Angelegenheiten geklärt sind, behindern sie alle anderen, ganz abgesehen von deren Einkommen und der Steuer auf Salz, Natron, Zwiebeln, Schilf und Binsen.“

Auch hier ist Wermai Betrug ausgesetzt, etwa der Fälschung des Kornmaßes.
Am Schluss gibt Wermai seinen Emotionen nochmals freien Lauf und drückt die Hoffnung aus, dass sich seine Situation wendet und Gerechtigkeit vollzogen wird. Bis zuletzt behält die Erzählung den brieflichen Anschein, jedoch schließt sie nicht mit einem Abschiedsgruß, was von der gebräuchlichen Praxis abweicht.

## Interpretationen

### Grenzerfahrung
Gerald Moers sieht die Erzählung motivgeschichtlich im Kontext der ägyptischen Reiseerzählungen, wie sie zum Beispiel Die Geschichte von Sinuhe und der Reisebericht des Wenamun sind. Diese verarbeiten vor dem Hintergrund der jeweiligen zeitgenössischen Gegebenheiten die Identitätsprobleme der Protagonisten. Auch im Brief des Wermai ist zentraler Gegenstand der Identitätsverlust und die daraus resultierende Vereinsamung eines hochrangigen Priesters.

„Mit nur vager Hoffnung auf Rettung schreibt Wermai von diesem verfluchten Ort aus seinen Brief. Als literarische Gattung korrespondiert der Brief nun ebenso mit der Vereinsamung Wermais wie sein Aufenthaltsort: Sie ist die subjektivste Form der Ich-Erzählung und die privateste aller Erzählsituationen. Als Text jedoch manifestiert dieser Brief in vorliegender Form den Bruch, der Warmai von der Welt trennt, und schreibt ihn fest. Er wird zum Zeichen einer völligen Auflösung der ägyptischen Gesellschaft und der hinter dieser stehenden Identitätskonzepte. Damit wird Wermai, der Held dieser Ich-Erzählung, zum metaphorischen Opfer der Entwicklungen, die im Mittleren Reich spätestens mit Sinuhes Flucht und seiner individuellen Suche ihren Ausgang nahmen.“

Auch Hans-Werner Fischer-Elfert sieht im Motiv der Grenzüberschreitung eines der entscheidenden Fiktionalitätssignale der Gattung Erzählung. Die Helden überschreiten dabei menschliche, geographische, kulturelle und politische Grenzen. Für den Brief des Wermai lehnt er allerdings die Bezeichnung als „Reiseerzählung“ ab, da diese verharmlosend anmutet und spricht von der „Passion“ des Wermai.

### Literarische Umsetzung eines göttlichen Fluches
Als weiteres Kriterium für die Literarizität eines ägyptischen Textes wird die Intertextualität angesehen, das heißt die textuelle Beziehung zu Vorgänger- oder Bezugstexten, die im Folgetext literarisch weiterverarbeitet werden. Eine große Übereinstimmung mit dem Brief des Wermai weist die Stèle de l'apanage aus der 22. Dynastie auf. Diese war im Karnak-Tempel aufgestellt und enthält eine gigantische Fluchformel. Es bestehen verblüffende Übereinstimmungen der beiden Texte, die bis in die Wortwahl hineinreichen.
Damit könnte es sich beim Brief des Wermai um die literarische Umsetzung und Ausschmückung eines göttlichen Fluches handeln. Somit sieht er den Text als ein warnendes Beispiel, was im Falle des Missachtens eines göttlichen Dekretes bei Greifen von dessen Fluchformeln in praxi passieren kann.

### Editionen
- Михаил Александрович Коростовцев: Государственный музей изобразительных искусств имени А. С. Пушкина. Издательство Востоčной Литературы, Москва 1961.
- Ricardo A. Caminos: A Tale of Woe. From a Hieratic Papyrus in the A. S. Pushkin Museum of Fine Arts in Moscow. Griffith Institute Ashmolean Museum, Oxford 1977, ISBN 0-900416-09-2.

### Übersetzungen
- Schafik Allam: Papyrus Moscow 127 (Translation and Notes). In: Journal of Egyptian Archaeology. (JEA) Band 61, 1975, ISSN 0307-5133, S. 147–153.
- Gerald Moers: Der Brief des Wermai. Der Moskauer literarische Brief. In: Texte aus der Umwelt des Alten Testaments (TUAT).  Band 3: Weisheitstexte, Mythen und Epen. Mythen und Epen. Lieferung 3. Gütersloher Verlags-Haus Mohn, Gütersloh 1995, ISBN 3-579-00082-9, S. 922–929.
- Joachim Friedrich Quack: Ein neuer Versuch zum Moskauer literarischen Brief. In: Zeitschrift für Ägyptische Sprache und Altertumskunde. (ZÄS) Band 128, 2001, ISSN 0044-216X, S. 167–181.

### Einzelfragen
- Anonymus: Extrait d'une lettre de M. Golénischeff sur ses dernières découvertes. In: Recueil de travaux relatifs à la philologie et à l'archéologie égyptiennes et assyriennes. Band 15, 1893, ZDB-ID 208133-7, S. 87–89, (erster Erwähnung des Texts).
- Ricardo A. Caminos: The Moscow Literary Letter. In: Jan Assmann, Erika Feucht, Reinhard Grieshammer (Hrsg.): Fragen an die altägyptische Literatur. Studien zum Gedenken an Eberhard Otto. Reichert, Wiesbaden 1977, ISBN 3-88226-002-5, S. 147–153.
- Gerhard Fecht: Der Moskauer „literarische Brief“ als historisches Dokument. In: Zeitschrift für Ägyptische Sprache und Altertumskunde. Band 87, 1962, 12–31
- Hans-Werner Fischer-Elfert: Vom Fluch zur Passion. Zur literarischen Genese des „Tale of Woe“ (Papyris Pushkin 127). In: Günter Burkard, Alfred Grimm, Sylvia Schoske, Alexandra Verbovsek, Barbara Magen (Hrsg.): Kon-Texte (= Ägypten und Altes Testament. (ÄAT) Band 60). Akten des Symposions „Spurensuche – Altägypten im Spiegel seiner Texte“. München, 2. bis 4. Mai 2003. Harrassowitz, Wiesbaden 2004, ISBN 3-447-05070-5, S. 81–89.
- Antonio Loprieno, Christiane M. Zivie-Coche: La pensée et l'écriture. Pour une analyse sémiotique de la culture égyptienne; quatre séminaires à l'École Pratique des Hautes Études, Section des Sciences Religieuses 15-27 mai 2000. Edition revue, Cybèle, Paris 2001, ISBN 2-9516758-3-6, S. 51ff.
- Gerald Moers: Fingierte Welten in der ägyptischen Literatur des 2. Jahrtausends v. Chr. In: Probleme der Ägyptologie. Band 19, 2001, ISSN 0169-9601, S. 263–279.
- Andrzej Niwinski: Bürgerkrieg, militärischer Staatsstreich und Ausnahmezustand in Ägypten unter Ramses XI. Ein Versuch neuer Interpretation der alten Quellen. In: Ingrid Gamer-Wallert, Wolfgang Helck (Hrsg.): Gegengabe. Festschrift für Emma Brunner-Traut. Attempto-Verlag, Tübingen 1992, ISBN 3-89308-143-7, S. 252–257.